# Bernat Joan i Marí
Bernat Joan i Marí (Eivissa, 22 de febrer de 1960) és un professor, escriptor, filòleg i polític eivissenc. Al llarg de la seva carrera, ha vetllat per la normalització i la regularització de la llengua catalana.
Va ser militant d'Esquerra Republicana de Catalunya i va ser responsable de diversos càrrecs, com a eurodiputat a Estrasburg per la coalició Europa dels Pobles (2004-2007) i Secretari de Política Lingüística de la Generalitat de Catalunya. L'any 2011 abandonà la militància del partit i des de 2020 és membre d'Independentistes d'Esquerres.

## Obra

### Novel·la
- Ball de voltors. Eivissa: Edicions Can Sifre, 1992.
- Espectral. Eivissa: Res Publica, 1996.
- Adrenalina tòxica. Barcelona: La Busca, 2005.

### Narrativa breu
- Deu variacions sobre la Caputxeta. Eivissa: Res Publica, 1999.
- Sirventesos. Barcelona: La Busca, 2000.

### Narrativa infantil i juvenil
- El drac vermell. Eivissa: Edicions Can Sifre, 1993.
- Assassinat a l'institut. Barcelona: La Busca, 2001.
- Sota la màrfega. Barcelona: La Busca 2005

### Teatre
- Es gegant des Vedrà. Eivissa: Can Sifre: 1993.
- Carn de psiquiàtric crua. Eivissa: Can Sifre, 1993.
- Les aventures del cavaller Tirant. Barcelona: La Galera, 1995.
- Marc Ferrer: Formentera, la nova terra. Eivissa: Mediterrània, 1996.
- El cornetí o la vida. Eivissa: Mediterrània, 1996.
- Fàtima a Teheran. Eivissa: Mediterrània, 1998.
- Una bella resplendor a la copa. Eivissa: Mediterrània, 1998.
- Història d'ella. Eivissa: Institut d'Estudis Eivissencs, Revista Eivissa, 1998.
- Les tribus de la tribu. Eivissa: Mediterrània, 2000.
- La Barbie fantasma. Eivissa: Mediterrània, 2000.
- Subway/Soterrani. Eivissa: Mediterrània, 2001.
- Història d'Eivissa. Eivissa: Mediterrània, 2001.
- El dimoni Cucarell i l'arbre sagaç. Eivissa: Res Publica, 2003.
- Trio de negres. Eivissa: Mediterrània, 2003.
- Antropofàgia. Pollença: El Gall, 2005.

### Crítica literària o assaig
- La llengua catalana a Eivissa. Eivissa: Institut d'Estudis Eivissencs, 1980. (amb M. Torres)
- Bilingüisme? Normalització? Dades sobre el conflicte lingüístic a l'illa d'Eivissa. Palma: Promotora Mallorquina de Mitjans de Comunicació, 1984.
- El progrés, detonant de la substitució lingüística? Eivissa. Edicions Can Sifre, 1992.
- Llengua i Educació a Eivissa. Eivissa: Edicions Can Sifre, 1993.
- Llengua i Variació. Barcelona: Oikos-Tau, 1993. (amb Carles Castellanos)
- Llengua estàndard en l'ensenyament. Barcelona: Oikos-Tau, 1993.
- Història de la llengua catalana. Barcelona: Oikos-Tau, 1994. (amb M. L. Pazos i E. Sabater)
- La llengua i el Leviathan. Barcelona: Oikos-Tau, 1994.
- Fer una llengua és fer una nació. Palma: Edicions d'Esquerra Republicana, 1994.
- Les normalitzacions reeixides. Barcelona: Oikos-Tau, 1996.
- Acció cívica per la normalització lingüística. Eivissa: Edicions Res Pública, 1996.
- ¡Ganemos el catalán (el vasco, el gallego)! Eivissa: Edicions Res Pública, 1996.
- Balears. Zona d'urgent intervenció lingüística. Eivissa: Edicions Res Pública, 1997.
- Història d'Eivissa. Eivissa: Editorial Mediterrània, 1997.
- Taller de Teatre. Barcelona: Edicions La Busca, 1997.
- Construcció i destrucció de mites i rols a través del teatre. Eivissa: Edicions Can Sifre, 1998.
- Un espai per a una llengua. València, Edicions 3i4, 1998.
- El pacte (im)possible. Eivissa: Edicions Res Pública, 1999.
- Pacte: el progrés (im)possible. Eivissa: Edicions Res Pública, 1999.
- Criptació o llibertat. Actituds lingüístiques entre els jóvens d'Eivissa. Eivissa: Institut d'Estudis Eivissencs, 2000.
- Sociolingüística a l'abast. Eivissa: Edicions Res Pública, 2000.
- Integració sociocultural a Eivissa i progrés acadèmic. Eivissa: Editorial Mediterrània, 2001.
- Sociolingüística a l'aula. Barcelona: La Busca, 2002.
- Marià Villangómez, des de l'illa. Eivissa: Res Publica, 2003.
- Integració nacional i evolució. Eivissa: Mediterrània, 2004.
- Una altra Europa és possible. Barcelona: Llibres de l'Índex, 2004.
- Els Països Catalans. Un projecte articulable. Barcelona: La Busca, 2004.
- Projecte ecolingüística=Ecolinguistics project. Eivissa: Mediterrània, 2005.
- Montenegro: nou estat d'Europa. I Catalunya...? Barcelona: La Busca, 2006.
- (Re)pensar el nacionalisme a Mallorca. Palma: Lleonard Muntaner, 2008.

### Altres
- Cala Llentrisca. Palma: Moll, 2002.
- Veure i viure (notes d'aeroport i de carretera) Eivissa: Insittut d'Estudis Eivissencs, 2005.
- Els colors de Formentera. Eivissa: Mediterrània, 2005. (amb Esperança Marí i Mayans i Santiago Barberán Guasch)
- Manual d'urgència per a pares i mares que no saben com heure-se-les amb els seus fills. Barcelona: La Busca, 2006.

…